# إتيميمازين
إتيميمازين Etymemazine هو مضاد هيستامين ومضاد كولنرجي من مشتقات الفينوتيازين.

## الصيغة الكيميائية
C20H26N2S

## المصدر
- http://www.drugfuture.com